# Clash of Champions (2017)
Clash of Champions (2017) là 1 sự kiện pay-per-view cho SmackDown. Nó sẽ diễn ra vào ngày 17 tháng 12 năm 2017 ở TD Garden tại Boston, Massachusetts. Đây sẽ là lần thứ 2 Clash of Champion được tổ chức ở WWE.

## Trận đấu
| #                                           | Trận đấu | Thể loại | Thời gian |
| ------------------------------------------- | --- | --- | --------- |
| 1P                                          | Mojo Rawley đánh bại Zack Ryder | Đấu tay đôi | 6:55      |
| 2                                           | Dolph Ziggler đánh bại Baron Corbin (c) và Bobby Roode                                                                                                  | Trận đấu 3 người tranh Chức vô địch Mỹ                                                                                  | 12:45     |
| 3                                           | The Usos (Jey và Jimmy Uso) (c) đánh bại The New Day (Big E, Kofi Kingston và Xavier Woods) và Chad Gable và Shelton Benjamin và Rusev và Aiden English | Trận đấu 4 đội tranh Chức vô địch Đồng Đội SmackDown                                                                    | 12:55     |
| 4                                           | Charlotte Flair (c) đánh bại Natalya | Trận Lumberjack tranh Chức vô địch Nữ SmackDown                                                                         | 10:35     |
| 5                                           | The Bludgeon Brothers (Harper và Rowan) đánh bại Brezzango (Tyler Breeze và Fandango)                                                                   | Trận đấu đồng đội | 1:55      |
| 6                                           | Kevin Owens và Sami Zayn đánh bại Randy Orton và Shinsuke Nakamura                                                                                      | Trận đấu đồng đội (với Shane McMahon và Daniel Bryan là trọng tài đặc biệt) Nếu Owens và Zayn thua, họ sẽ phải rời WWE. | 21:40     |
| 7                                           | AJ Styles (c) đánh bại Jinder Mahal | Đấu tay đôi tranh Chức vô địch WWE                                                                                      | 23:00     |
| (c) - Người bảo vệ danh hiệu (P) - Pre-show | | |           |

## Mojo RawleyvsZack Ryder
Chuông nổi lên và Ryder bị thả. Ryder bình tĩnh chiến đấu, khiến cả hai ngã lên trên sàn. Ryder chiến đấu nhưng Mojo xoay anh xung quanh. Ryder xoay nó lại và cuộn Mojo lại vào vòng. Ryder bước sang một bên và chiến đấu theo cách của mình nhưng Mojo tác đông vào cột sống của Ryder. Một số fan hâm mộ boo khi Mojo nhìn chằm chằm vào Ryder.
Mojo giữ kiểm soát và đá Ryder. Mojo được 2 count. Mojo giữ Ryder xuống với một headlock bây giờ. Ryder tác động Mojo để chạy vào đầu gối trong góc nhưng Mojo gõ anh ta lên khỏi đỉnh. Ryder nằm đo cứng trên sàn nhà. Mojo theo sau và chạy vòng vòng, gõ Ryder vào hàng rào. Mojo nói khiêu khích với Ryder trong khi anh ta đang xuống.
Sau đó Mojo đã Ryder xuống. Họ đứng dậy và tiếp tục. Ryder muốn quay trở lại nhưng Mojo đã đẩy anh ta xuống. Ryder cuối cùng đã được một số hành vi phạm lỗi và chạm vào một cẳng tay trong góc. Ryder đánh Mojo ở góc và đòn Broski Boot. Ryder với một chiếc Broski Boot trên dây thừng. Mojo tung đòn rất mạnh khiến Ryder không chịu được.

## Dolph ZigglervsBaron Corbin(c) vsBobby Roode
Chuông reo và có vẻ như Roode có thể bị vượt qua. Roode và Ziggler nhanh chóng kết hợp và đưa Corbin ra góc, dỡ hàng bằng những cú đấm. Tất cả chúng đều kết thúc trên sàn nhà lúc đó. Corbin được mặc quần áo trên đầu vào đám đông của Roode và Ziggler. Roode và Ziggler đi ngay bây giờ. Họ mang Corbin trở lại. Ziggler chặn một Glorius DDT. Ziggler với gần 2 count. Roode quay trở lại. Ziggler gõ Roode ra khỏi vòng. Corbin kết thúc lấy Ziggler ra và quay trở lại vòng để xử lí Roode.
Corbin đánh bại Roode và nói chuyện trong khi anh ấy xuống như những người hâm mộ boo. Corbin quất Roode cứng vào góc và anh đi xuống. Corbin nhìn chằm chằm vào Roode làm mất thời gian của mình. Corbin làm chậm lại mọi thứ và tiếp tục xử lí Roode hơn. Corbin quay trở lại sàn nhà và bắt Ziggler quay trở lại rào chắn. Corbin quay trở lại ring nhưng Roode đánh anh ta. Roode cố gắng thực hiện một sự trở lại với chops nhưng Corbin bắt anh ta trong một sideslam cho một số 2 như Ziggler phá vỡ nó lên.
Corbin kết thúc ván sàn Ziggler khi anh ta phạm lỗi. Roode đi xử lí Corbin và dỡ bỏ. Roode với một chiếc quần áo lớn ở góc. Corbin chạy vào ủng của Roode ở góc. Roode với một Blockbuster nhưng Corbin xuất hiện kịp thời. Corbin đi xuống. Ziggler chạy vào và cố gắng cho một Zig Zag từ phía sau nhưng Roode giữ quyền kiểm soát. Roode và Ziggler đi ngay bây giờ. Roode nhảy khỏi top nhưng Ziggler tránh anh ta. Nhiều trở lại và ra cho đến khi Ziggler truy cập vào một danh tiếng-asser cho một đóng 2 count. Corbin với hành vi phạm lỗi đối với cả hai đối thủ nhưng Ziggler đã làm anh ta chấn thương. Roode lấy Ziggler ra ngoài nhưng Corbin nhấn Deep Six trên Roode để đóng 2 lần.
Các fan cố gắng ủng hộ cho Roode ngay bây giờ. Corbin đưa Roode lên đỉnh và leo lên như một siêu xe. Roode chiến đấu trở lại. Roode gõ Corbin lên tấm thảm. Ziggler chạy lên và đinh Roode. Ziggler chiến đấu với Roode và dùng superplex nhưng Corbin đi qua và powerbombs cả hai để mat này. Corbin chậm để trang trải Ziggler, người đã tung ra ở 2. Corbin với 2 count để Roode tiếp theo. Nhiều trở lại và ra ngay bây giờ. Corbin rơi xuống sàn nhà. Ziggler cau mày với Roode. Roode bước theo các bước và móng tay một cột sống trên Ziggler. Roode kêu gọi Glorious DDT khi đám đông đứng sau anh ta. Ziggler chặn nó và đinh một DDT mạnh.
Roode kết thúc việc đưa Corbin về phía trên cùng xuống sàn nhà. Roode bắt được một siêu nhân Ziggler. Roode bắn Ziggler vào góc. Roode tấn công Glorious DDT trên Ziggler. Corbin chạy đến nhưng Roode đưa anh ta trở lại sàn nhà. Roode bao gồm Ziggler nhưng Corbin kéo Roode ra khỏi vòng ansd phá vỡ pin. Corbin đinh Roode với chokeslam - backbreaker kết hợp trên sàn nhà. Corbin cuộn Roode trở lại sàn trong khi những người hâm mộ reo lên "thật là tuyệt vời". Corbin với End of Days trên Roode nhưng Ziggler biến nó thành Zig Zag. Ziggler chiến thắng.

## The Usos(Jey và Jimmy Uso) (c) vsThe New Day(Big E,Kofi KingstonvàXavier Woods) vsChad GablevàShelton BenjaminvsRusevvàAiden English
Jimmy & Jey Uso bảo vệ Chức vô địch Đồng Đội SmackDown của họ đối với đối thủ lâu năm New Day, bộ đôi laser Chad Gable & Shelton Benjamin, và một đội muốn biến WWE Clash of Champions thành Ngày của Rusev.

## Charlotte Flair(c) vsNatalya
Natalya với một khuỷu tay vào mặt. Natalya chạy nhưng Flair bắt bài cô. Flair đá Natalya ra khỏi vòng. Naomi đá Natalya và quay trở lại. Natalya gửi Flair ra khỏi chỗ. Carmella, Lana và Tamina xử lí Flair kết thúc trước khi gửi cô trở lại trong. Các Riott Squad cũng được tham gia. Natalya nắm lấy Flair và khiêu khích trước khi quay xử lí với cô ấy.
Flair đá Natalya vài lần và va chạm vào cổ. Flair với một khởi động lớn và 2 count. Natalya quầy và gửi mặt Flair cú tát. Natalya cho boos. Natalya gửi Flair trở lại và The Riott Squad nhận cô lần này. Natalya gửi Flair trở lại như hầu như tất cả các Lumberjacks có được một bàn tay trên mình. Natalya tiếp tục sử dụng Lumberjacks. Họ cuộn Flair trở lại Natalya với nhiều hành vi phạm lỗi và khiêu khích. Natalya giữ Flair tiếp đất.
Flair chiến đấu lên đến chân cô nhưng Natalya gửi cô xuống. Natalya với bước chạy trên cổ Flair và sau đó là Dropkick. Natalya giữ quyền kiểm soát với nhiều hành vi phạm tội hơn khi đội Riott Squad trông chờ. Natalya kết thúc trên sàn nhưng cô lại quay lại trước khi Lumberjacks có thể lấy cô. Dường như Carmella có thể đã cho cô ấy vượt qua. Natalya chạy trở lại nhưng Flair dỡ với những con nhóc. Flair thả Natalya với một cú đá. Flair cho thấy một số cho một cửa sổ pop. Flair giọt Natalya qua đầu gối của cô và đưa khuôn mặt của cô vào đầu mối. Flair lên đến đỉnh nhưng nó sẽ trở lại như Natalya đưa cô đến chỗ thảm trên đầu cô.
Flair đánh một Sharpshooter và cuộn Natalya lên cho 2 count. Flair hạ Natalya bằng một cái bốt. Natalya chặn hình Four và đá Flair xuống sàn nhà. Đội Riott tấn công cô. Các Lumberjacks khác tham gia và một brawl nổ ra. Naomi đưa mọi người xuống. Flair đưa Natalya trở lại chiếc nhẫn. Riott nắm lấy Flair để đánh lạc hướng cô, cho phép Natalya tận dụng. Tamina móng tay một cú đá lớn và Natalya kéo Flair qua cho Sharpshooter ở giữa chiếc nhẫn.
Natalya siết chặt lại vì Flair cố gắng để có được sợi dây thừng dưới cùng. Đội Riott Squall hét vào Flair để chạm vào. Flair cuối cùng nhận được sợi dây thừng nhưng Tamina, Carmella và Lana kéo cô ra khỏi chiếc nhẫn cho một beatdown. Những người khác tham gia như là một cuộc xung đột nổ ra ở ringside. Carmella lấy tiền của cô Trong cặp tài khoản của Ngân hàng và đi vào vòng nhưng Ruby đã dốc cô ta. Cuộc chiến của Lumberjacks trong vòng và quay trở lại. Natalya và Naomi brawl như Lana và Liv đi vào nó. Flair leo lên top và truy cập một moonsault lớn sàn, lấy khoảng nửa tá Superstars nhau. Natalya là người đầu tiên lên. Cô ấy gửi Flair lên mặt báo đầu tiên. Natalya với nhiều bức ảnh để Flair trong khi cô ấy xuống sàn nhà. Natalya cuộn Flair trở lại ring. Natalya đi cho Sharpshooter ở giữa vòng nhưng Flair đá cô ấy đến thảm. Flair tung đòn để giành chiến thắng.

## The Bludgeon Brothers (HarpervàRowan) vs Brezzango (Tyler BreezevàFandango)
Trong một trận đấu chống lại Harper & Rowan rằng họ đã được nói về cơ bản bởi The Ascension, Breezango được rõ ràng ra để hoàn trả cho các cuộc tấn công lén Bludgeon Brothers đã perpetrated trong toàn bộ The Fashion Files. Nhưng họ có vẻ lưỡng lự thậm chí bắt đầu trận đấu ở vị trí đầu tiên, và The Bludgeon Brothers đã thể hiện phong cách tàn bạo, đánh bại Tyler Breeze - trước tiên vào trong chiếc tạp dề và đánh Fandango bằng cây đèn thần công đúp vào vài phút. Sau chiến thắng vượt trội, Harper & Rowan hứa hẹn "hủy diệt" cho bất cứ ai dám vượt qua họ.

## Kevin OwensvàSami ZaynvsRandy OrtonvàShinsuke Nakamura
Cần phải nói rằng Owens & Zayn đã có một kế hoạch khá hoàn hảo đối với The Viper và King of Strong Style, nhưng sự thù địch của họ đối với các trọng tài cung cấp cho các đối thủ của họ cơ hội tốt để tận dụng lợi thế. Nakamura tung Kinsasha lên KO, nhưng đó là một hình tam giác từ King of Strong Style, đưa trận đấu quay trở lại quỹ đạo của nhau khi Bryan đếm đòn pin trong khi người bị pin là Nakamura, làm cho Shane cảm thấy thất vọng.
Tuy nhiên, tất cả các trọng tài trên thế giới đều không thể ngăn chặn được cuộc xung đột hoang dã ngoài vòng đai, kết luận với Owens khi tung ra The King of Strong Style thông qua một trong các bảng thông báo ringside. Với việc Nakamura tránh đi, Orton đã hạ Zayn bằng RKO, và Shane may mắn đã làm cho pinfall, nhưng Owens đã đẩy Bryan vào Shane khi ông đang đếm. Orton và Shane vây quanh, Bryan xin lỗi vì Zayn đã tấn công, xúi giục một loạt các vụ tráo trở và kết thúc với Sami dường như đang giữ Orton xuống thành công... chỉ có McMahon hoàn toàn không chịu tính đến ba.
Với sự sợ hãi của Owens và Bryan đỏ mặt với cơn thịnh nộ, hai con số của SmackDown LIVE đã đi qua mũi và xuất hiện vài inch (thình lình gọi là Shane "một sự ô nhục") trước khi Shane ném tay lên và quay lưng lại. Thật không may cho anh ta, Zayn đã chọn thời điểm chính xác để thử lại một lần nữa cho việc pin Orton, và Bryan đã đếm đến ba nhanh chóng (trong lãnh thổ của Shane, vì điều đó có giá trị) để cứu công việc của KO và Zayn. Những gì xảy ra với công việc của Bryan, trớ trêu thay, bây giờ là rất nhiều câu hỏi, nhưng Shane lẽ nên đã thấy điều này: Daniel Bryan chưa bao giờ làm hài lòng McMahon.

## AJ Styles(c) vs Jinder Mahal
Hiện tượng AJ Styles đánh bại Jinder Mahal trong sự kiện WWE Clash of Champions của WWE.